# Cladocolea alternifolia
Cladocolea alternifolia är en tvåhjärtbladig växtart som först beskrevs av August Wilhelm Eichler, och fick sitt nu gällande namn av Kuijt. Cladocolea alternifolia ingår i släktet Cladocolea och familjen Loranthaceae. Inga underarter finns listade i Catalogue of Life.